# P. Roy Vagelos

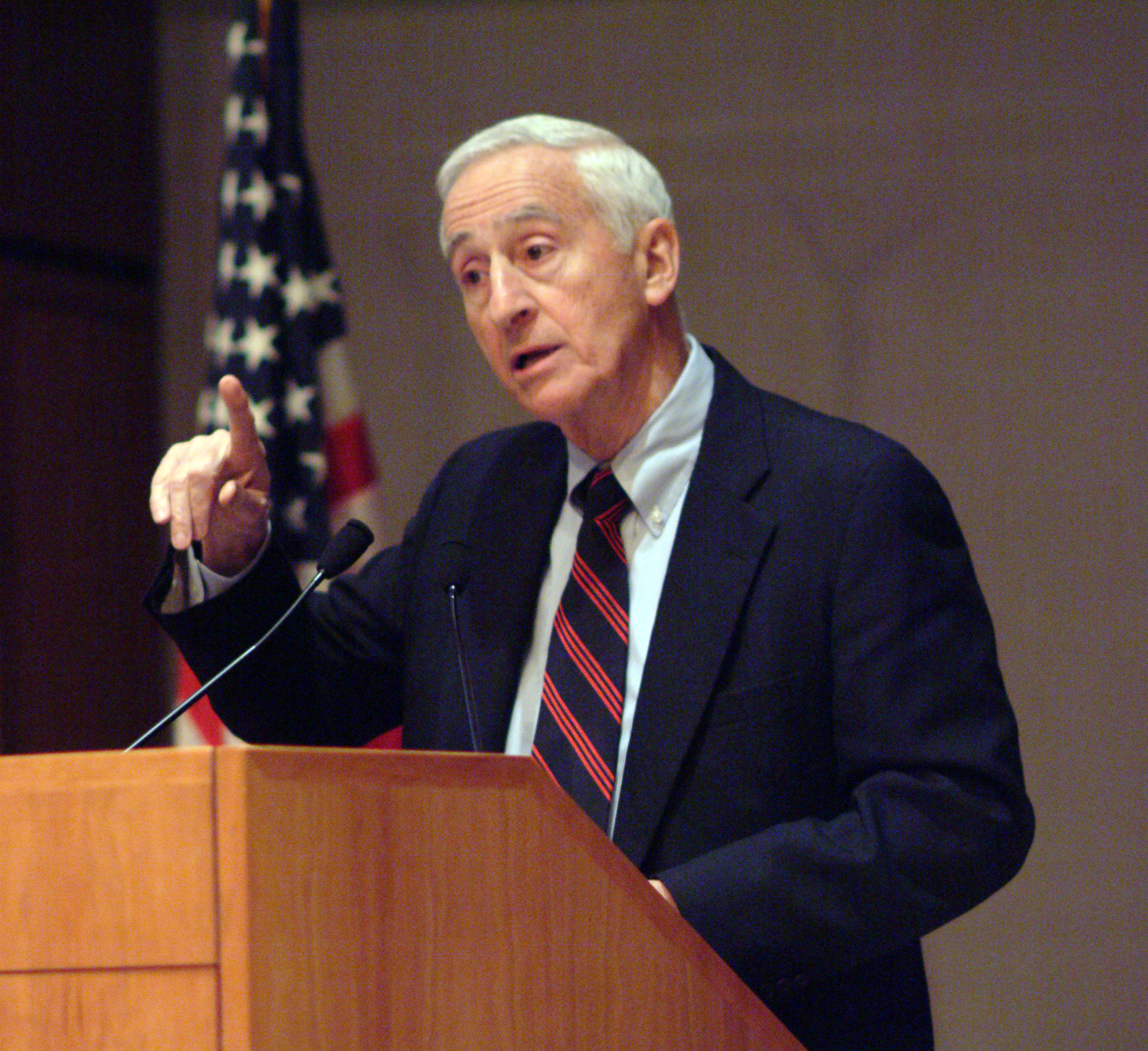
Vagelos 2005

Pindaros Roy Vagelos, genannt Roy Vagelos, (* 8. Oktober 1929 in Westfield, New Jersey) ist ein US-amerikanischer Biochemiker sowie früherer CEO und Präsident bei Merck Sharp & Dohme (MSD).

## Leben
Vagelos war der Sohn griechischer Einwanderer, die ein kleines Restaurant in Rahway in New Jersey hatten. Er studierte an der University of Pennsylvania mit dem Bachelor-Abschluss in Chemie 1950 und studierte dann Medizin an der Columbia University mit dem M.D. Abschluss 1954 und anschließender Facharztausbildung am Massachusetts General Hospital. Danach war ab 1956 an den National Institutes of Health in Bethesda. Er war dort als Chirurg und später Abteilungsleiter vergleichende Biochemie. In dieser Zeit befasste er sich mit Fettstoffwechsel und entdeckte das Enzym ACP (Acyl-Carrier-Protein). 1966 ging er an die University of Washington School of Medicine als Vorstand der Abteilung Biologische Chemie. Er gründete dort die Abteilung Biologie und Biomedizin und war damit ein Vorreiter in der Schaffung von Biologie-Abteilungen in der Studentenausbildung an Medical Schools in den USA. 1975 ging er als Senior Vice President für Forschung zu MSD, dessen CEO und Präsident er 1984 wurde. 1986 wurde er Vorstandsvorsitzender. Ab 1994 ging er in den Ruhestand bei MSD. Danach war er unter anderem Vorstandsvorsitzender von Regeneron Pharmaceuticals.
Er veröffentlichte rund 100 wissenschaftliche Arbeiten und entwickelte bei MSD unter anderem Cholesterinsenker (Lovastatin, Simvastatin) und Mitte der 1980er Jahre Ivermectin gegen Flussblindheit. Als MSD-Manager sorgte er dafür, dass es weitgehend kostenlos der WHO zur Verfügung gestellt wurde, um die Krankheit in Westafrika und anderen Erdteilen zu bekämpfen.
1995 erhielt er den NAS Award for Chemistry in Service to Society, 1967 den Pfizer Award in Enzyme Chemistry der American Chemical Society, den Prinz-Mahidol-Preis und 1999 die Othmer Gold Medal. Für Leistungen im Management erhielt er 1999 den Bower Award des Franklin Institute (für seine Rolle bei der Bekämpfung der Flusskrankheit) und wurde 1995 in die National Business Hall of Fame aufgenommen.
Er stiftete mit seiner Ehefrau hohe Summen sowohl an die University of Pennsylvania als auch an das Columbia College of Physicians and Surgeons (allein an letztere stifteten sie 50 Millionen Dollar).
Er ist Mitglied der National Academy of Sciences (und des Institute of Medicine der nationalen US-Akademien), der American Philosophical Society und der American Academy of Arts and Sciences.